# فرانك كينت
فرانك كينت (بالإنجليزية: Frank Kent)‏ هو صحفي وعالم سياسة أمريكي، ولد في 1877، وتوفي في 1958.